# From the Beginning
From the Beginning är en låt av Emerson, Lake & Palmer. Låten återfinns på albumet Trilogy från 1972, och även på singel. Den nådde #39 i USA på topplistan.
Dokken spelade in en cover på "From the Beginning" som återfinns på albumet Dysfunctional.